# So Little Time
So Little Time är en amerikansk komediserie med Mary-Kate och Ashley Olsen.
Visades på barnkanalen Fox Kids. Serien startade 2001 och gick bara i en säsong.

## Handling
Chloe och Riley Carlsson är tvillingar, vars föräldrar är skilda. Tvillingarna bor med sin mamma i en villa i kuststaden Malibu, medan deras pappa bor i en husvagn.